# Creu del Padró
La Creu del Padró és una escultura al municipi de Jafre (Baix Empordà) inclosa en l'Inventari del Patrimoni Arquitectònic de Catalunya. És una creu de pedra aixecada en substitució de l'original, probablement del segle xviii, destruïda diverses vegades en el transcurs dels anys (vegeu notes històriques). Es tracta d'una creu llatina de braços rectes muntada sobre diverses motllures poligonals que li fan de capitell, el qual, descansa damunt una columna amb base motllurada. Aquest conjunt s'enlaira damunt una socalada, similar a una taula d'altar circular feta aprofitant pedres procedents d'un antic trull de la població.
La tradició oral conta que, antigament, la creu estava situada al peu de l'església de Sant Martí, on ara hi ha la Plaça del Castell. Davant la voluntat popular de posseir una creu gran en un lloc preferent es va col·locar la creu al Padró, probablement a final de segle xviii. Aquesta creu va ser destruïda l'any 1936, reconstruïda provisionalment el 1952 i restaurada l'any 1957. L'any 1970 va ser novament mutilada fins que el 1985 es va restaurar de nou amb un estil diferent utilitzant pedres procedents d'un antic trull o molí d'oli del poble. Tradicionalment s'anava en processó a fer la benedicció del terme, el dia de la festivitat de la Santa Creu, al lloc on estava ubicada la creu.